# IU Aurigae
IU Aurigae är en trippelstjärna i södra delen av stjärnbilden Kusken. Den har en högsta skenbar magnitud av ca 8,19 och kräver åtminstone en stark handkikare för att kunna observeras. Baserat på parallax enligt Gaia Data Release 2 på ca 0,5 mas, beräknas den befinna sig på ett avstånd på ca 720 ljusår (ca 220 parsek) från solen. Den rör sig bort från solen med en heliocentrisk radialhastighet på ca 9 km/s.

## Egenskaper
Primärstjärnan IU Aurigae är en blå stjärna i huvudserien av spektralklass B0p. Den har en radie som är ca 0,3 solradier och en effektiv temperatur av ca 21 700 K.

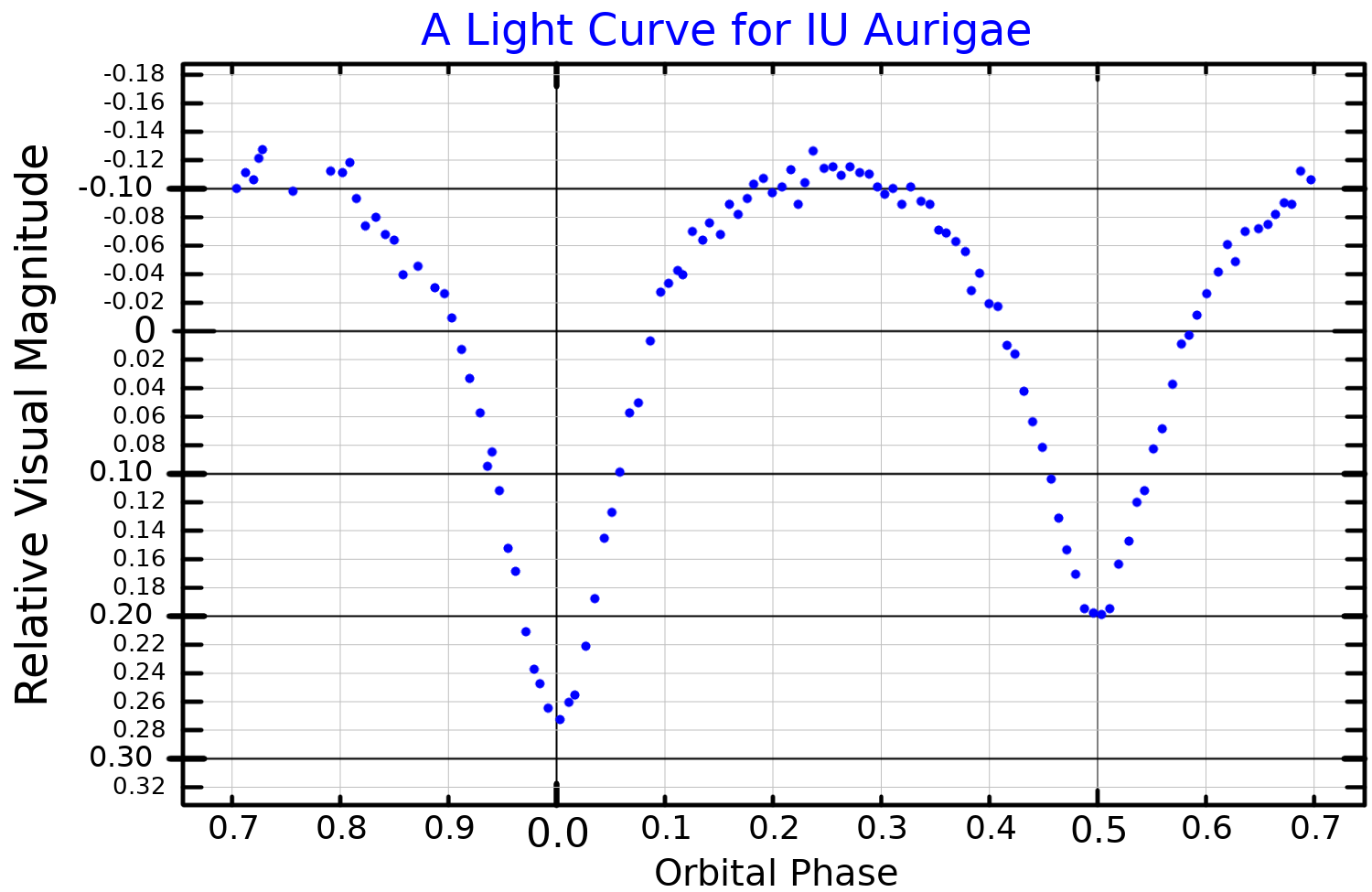
Ljuskurva i visuella bandet för IU Aurigae, plottad från Özdemir et al. (203),

IU Aurigae består av en förmörkande dubbelstjärna som kretsar kring en tredje komponent med en omloppsperiod på 335 år. Det förmörkande paret bildar en halvfristående dubbelstjärna av Beta Lyrae-typ av två Bp-stjärnor med en omloppsperiod på 1,81147435 dygn. Under förmörkelsen av primärstjärnan sjunker systemets visuella magnitud till 8,89, medan den för den följeslagarens förmörkelse minskar till 8,74. Den tredje komponenten är ett massivt objekt med en massa av 17–18 solmassor, och kan eventuellt vara ett binärt objekt – vilket skulle göra konstellationen till ett fyrdubbelt stjärnsystem.